# Alfredo D'Agostino
Alfredo D'Agostino (Guardavalle, 9 agosto 1924 – Vibo Valentia, 28 giugno 2013) è stato un politico italiano, sindaco di Vibo Valentia dal 1997 al 2002.

## Biografia
Iscritto all'albo degli avvocati di Vibo Valentia dal 10 gennaio 1948, divenne avvocato cassazionista dal marzo del 1961 e fu alla guida della Camera penale di Vibo Valentia. Fu anche docente universitario presso l'Università degli Studi di Messina.
Il figlio Nicola D'Agostino diventò successivamente anch'egli sindaco di Vibo Valentia.

### Carriera politica
Alle elezioni amministrative del 1997 si candida alla carica di sindaco di Vibo Valentia sostenuto da una coalizione di centro-destra legata al Polo per le Libertà, formata da Alleanza Nazionale, Forza Italia, CDU e CCD. Al primo turno ottiene la maggioranza relativa con 10.238 preferenze pari al 48,05% dei voti validamente espressi; al ballottaggio ottiene il 54,35% sconfiggendo il candidato del centro-sinistra Antonio Potenza e ottenendo la carica di primo cittadino.
Restò in carica fino al 28 maggio 2002; gli ultimi due anni della sua amministrazione furono caratterizzati dall'avvio di importanti opere pubbliche nel capoluogo calabrese.